# Бромсульфофталеин
Бромсульфофталеин (3′,3′′-дисульфо-о-фенол-4,5,6,7-тетрабромфталеина динатриевая соль) — органическое соединение, трифенилметановый краситель с химической формулой C20H8Br4Na2O10S2. Жёлто-розовый порошок, растворимый в воде и используемый в медицине и микроскопии.
Синонимы: фенолтетрабромфталеиндисульфокислоты динатриевая соль, bromsulftalein, bromthalein.

## История
Метод исследования печени, называемый бромсульфофталеиновой пробой, введён в клиническую практику в 1925 году Розенталем и Уайтом.

## Свойства
Блестящий светлый жёлто-розовый порошок. Имеет молярную массу 837,97 г/моль, растворим в воде. Нерастворим в ацетоне и этиловом спирте.

## Получение
Реактив синтезируют из тетрабромфталевого ангидрида и о-фенолсульфокислоты путём конденсации.

## Применение
Используется в медицине и ветеринарии в исследованиях печени, для чего внутривенно вводят раствор красителя. Далее делают два забора крови, через 3 и через 45 минут. Концентрация при первом заборе принимается за исходную, во втором заборе при здоровой печени концентрация должна упасть до 5 % относительно первого. Проведение исследования может вызывать аллергические реакции, при их проявлении может применяться внутривенное введение кортизона.
Также для тех же целей исследования печени применяется в смеси с трипановым красным. Помимо этого, применяется в гистологии для микроскопических исследований.